# Monocranum stenodictyon
Monocranum stenodictyon là một loài rêu trong họ Dicnemonaceae. Loài này được Kindb. Kindb. mô tả khoa học đầu tiên năm 1892.